# Scaevola coriacea
Scaevola coriacea är en tvåhjärtbladig växtart som beskrevs av Thomas Nuttall. Scaevola coriacea ingår i släktet Scaevola och familjen Goodeniaceae. Inga underarter finns listade i Catalogue of Life.

## Bildgalleri

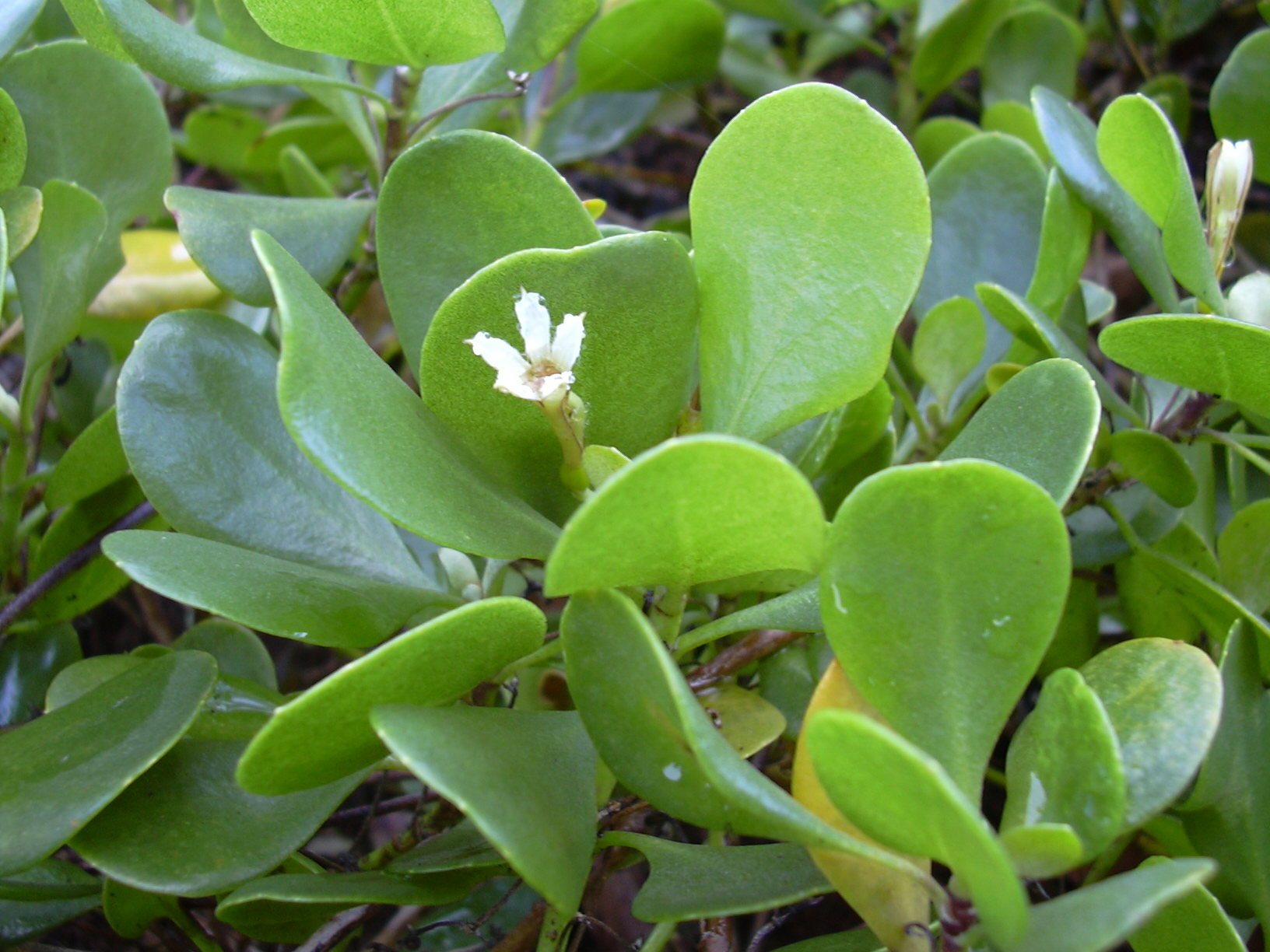
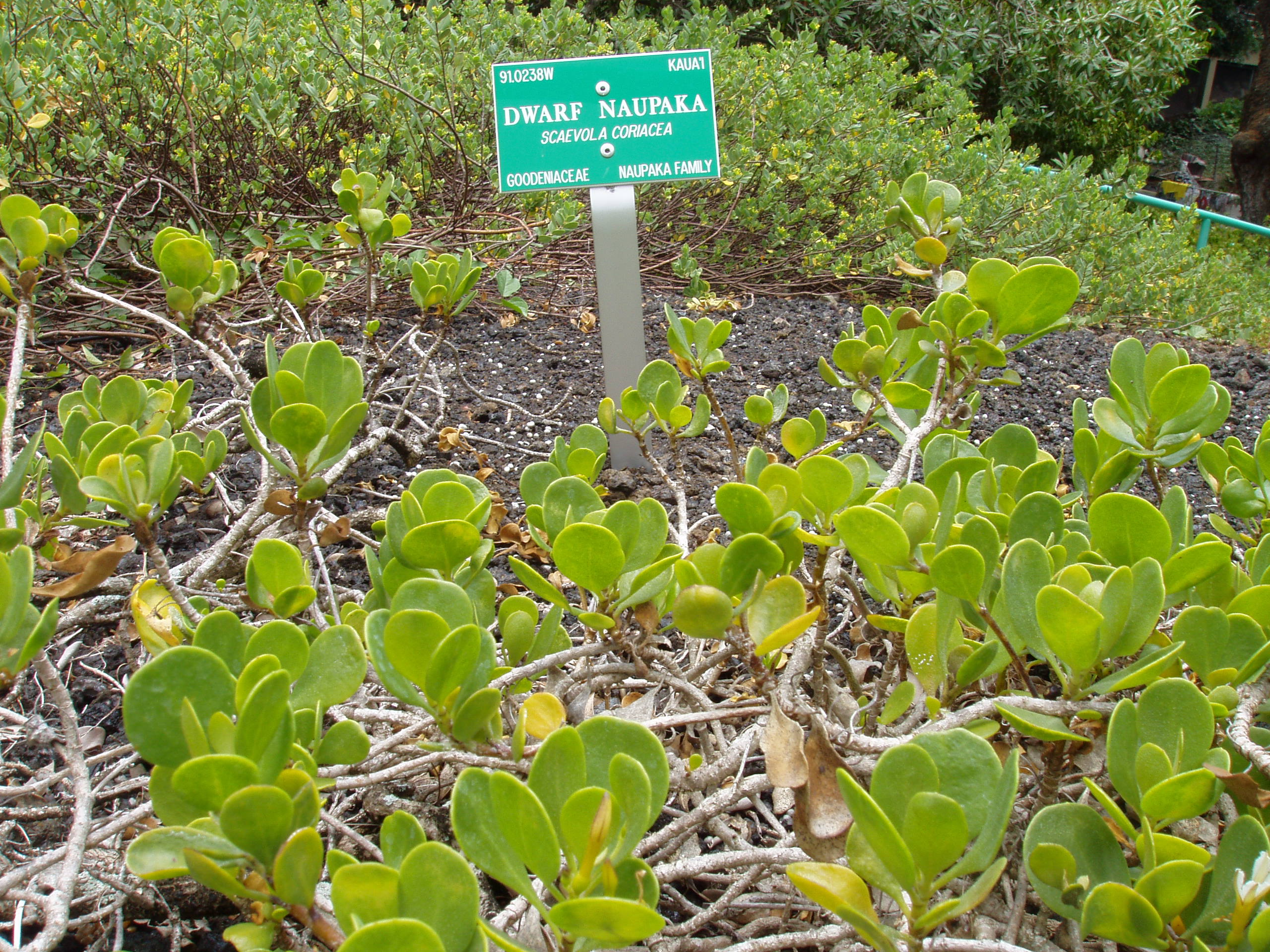